# Kłamstwa mojego taty
Kłamstwa mojego taty (ang. Lies My Father Told Me) – kanadyjski dramat filmowy z 1975 roku w reżyserii Jána Kadára. Zdjęcia kręcono w Montrealu.
Obraz nominowano w dwóch kategoriach do Złotego Globu i w jednej do Oscara, z czego ostatecznie otrzymał on jedną statuetkę Złotego Globu za najlepszy film nieanglojęzyczny.